# USS Edsall (DD-219)
Za druga plovila z istim imenom glejte USS Edsall.
USS Edsall (DD-219) je bil rušilec razreda Clemson v sestavi Vojne mornarice Združenih držav Amerike.
Rušilec je bil poimenovan po Normanu Edsallu.